# Vitklädd med ljus i hår
Vitklädd med ljus i hår är en kriminalroman av Maria Lang (pseudonym för Dagmar Lange), utgiven första gången 1967 på bokförlaget Norstedts. Romanen har översatts till danska, norska, finska och franska.

## Handling
Natten till den 13 december står hon plötsligt på tröskeln - en Lucia som varken husets fru eller herre har sett förut. Yrvakna tar de emot vad hon bjuder dem från sin kaffebricka. De dricker. Hon försvinner. En okänd överbringerska av plågor och död, snart uppslukad i vimlet på de mörka storstadsgatorna.